# 40oz. to Freedom
40oz. to Freedom è il primo album discografico in studio del gruppo musicale ska punk statunitense Sublime, pubblicato nel 1992.

## Tracce
1. Waiting for My Ruca – 2:20
2. Get Out! – 3:32
3. 40oz. to Freedom – 3:02
4. Smoke Two Joints – 2:53
5. We're Only Gonna Die for Our Arrogance – 3:27
6. Don't Push – 4:18
7. 5446 That's My Number / Ball and Chain – 5:17
8. Badfish – 3:04
9. Let's Go Get Stoned – 3:32
10. New Thrash – 1:30
11. Scarlet Begonias – 3:31
12. Live at E's – 3:08
13. D.J.s – 3:18
14. Chica Me Tipo – 2:16
15. Right Back – 2:49
16. What Happened – 3:27
17. New Song – 3:14
18. Ebin – 3:32
19. Date Rape / Rawhide – 4:38
20. Hope – 1:43
21. KRS-One – 2:23
22. Rivers of Babylon – 2:29
23. Thanx – 5:56

## Gruppo
- Bradley Nowell - voce, chitarra
- Eric Wilson - basso, synth
- Bud Gaugh - batteria, percussioni
- Marshall Goodman - batteria, giradischi